# Баранов, Данила Павлович
Дани́ла Па́влович Бара́нов (ок. 1715 — до 1811) — усманский уездный предводитель дворянства.

## Биография
Родился в семье капрала Павла Петровича, принадлежащего к VIII поколению дворянского рода Барановых. Родоначальник их, мурза Ждан по прозванию Баран, во св. крещении Даниил, якобы выехал из Крыма в Россию при великом князе Василии Васильевиче Тёмном и служил при нём «на коне, при сабле и луках со стрелами и пожалован при дворе комнатным и дан ему ключ» (все эти знаки вошли в герб русской ветви Барановых). Его сын — Афанасий Данилович, за службу против татар пожалован вотчинами в Боровском уезде. По грамоте 1469 года вотчины были утрачены во время литовского разорения. Василий Афанасьевич был переведён из Боровска на поместье в Новгород, в Обонежскую пятину, в погост Лучаны (на территории современного города Пикалёво), где получил 900 четвертей земли. Имел 6 сыновей: Григория, Якова, Василия, Ивана, Даниила, Григория (Ратмана), из них наиболее известными стали Иван Васильевич Кандер — воевода в походах: казанском (1544), шведском (1549), полоцком (1551). Григорий Васильевич Ратман, по взятии Юрьева-Ливонского пожалован Иоанном Грозным в 1577 в Копорском уезде двумя мызами (220 домов), стрелецкий голова, убит в 1578 г. на проломе при взятии Ругодива немцами. В последней четверти XVI в. один из Барановых, Иван Иванович, выселился в Эстляндию, тогда принадлежавшую Швеции, и был там пожалован поместьями. От него-то и произошли эстляндские дворяне Барановы.

### Военная служба
13 мая 1751 год — пожалован из сержантов ландмилиции в прапорщики.
28 февраля 1764 год — из капитанов в секунд-майоры.
30 мая 1765 года — в отставке.

### Гражданская служба
1766 году — присвоен классный чин.
1783—1786 — усманский уездный предводитель дворянства.

## Семья
Жена
Первый брак:  ?
Второй брак — Анастасия Юрьевна, дочь  Юрия Алексеевича Ржевского.

Сыновья:
- Павел Данилович -—
- Иван Данилович — секунд-майор, усманский предводитель дворянства.
- Савва Данилович —
- незаконно рожденный сын Петр[3].

## Имения
Село Тихвинка Усманского уезда Тамбовской губернии.
В 1820 году челобитчики писали Александру I, что их предки в 1740 году были «вызваны» из местечка Белая  Церковь майором Барановым и поселены на дикопоросшей казенной земле у речки Плавицы.